# Mariquilla Terremoto
Mariquilla Terremoto es una obra de teatro de los hermanos Álvarez Quintero, estrenada en el Teatro Infanta Beatriz de Madrid el 22 de febrero de 1930.

## Argumento
Inspirada en la vida de la tonadillera Amalia Molina, la obra narra las vicisitudes, penas y alegrías de la bailaora Mariquilla, una joven humilde un pequeño pueblo de Andalucía, que al final consigue triunfar con su arte, llegando incluso a emprender un viaje a Nueva York.

## Representaciones destacadas
- Teatro (Estreno, 1930). Intérpretes: Catalina Bárcena, Milagros Leal, Helena Cortesina, Paco Hernández, Rafaela Satorrés.
- Teatro (1930). Intérpretes: Carmen Díaz.
- Cine (1939). Mariquilla Terremoto: Dirección: Benito Perojo. Intérpretes: Estrellita Castro, Antonio Vico, Nicolás D. Perchicot.
- Teatro (1950). Intérpretes: Catalina Bárcena, Irene Caba Alba, Antonio Prieto, José Sánchez Sterling, Emma Picot, Irene Gutiérrez Caba, Encarna Paso, Julia Gutiérrez Caba.
- Teatro (1996). Dirección: Manuel Canseco. Intérpretes: María José Cantudo, José Luis López Vázquez, Pepe Ruiz, María Teresa Cortés, Juan Meseguer.